# Susumu Chiba
Susumu Chiba (千葉 進歩?, Chiba Susumu; Musashino, 13 settembre 1957) è un doppiatore giapponese.
È rappresentato dall'agenzia di doppiaggio Office Osawa Co. LTD. Uno dei suoi ruoli più conosciuti è quello del personaggio Fujiwara-no-Sai dell'anime Hikaru no Go.

## Ruoli principali

### Anime
- 07-Ghost (Castor)
- AD Police TV (Kenji Sasaki)
- Angelic Layer (Tomo)
- Aquarion (Baron)
- Baccano! (Huey Laforet)
- The Candidate for Goddess (Hiead Gner)
- Ceres, The Celestial Legend (Aki Mikage)
- Daigunder (Ginzan)
- Beet the Vandel Buster (Cruss)
- Black Cat (Preta Ghoul)
- Bleach (Maki Ichinose)
- Buso Renkin (Jinnai)
- Crest of the Stars & Banner of the Stars (Cfadiss)
- Dance in the Vampire Bund (Ryohei Kuze)
- Digimon Tamers (Mitsuo Yamaki)
- Fate/Apocrypha (Hagen)
- Gregory Horror Show (Judgment Boy n° 3)
- Gin Tama (Kondo Isao)
- Hell Girl (Yoshiki Fukasawa)
- Hikaru no Go (Fujiwara-no-Sai)
- Houshin Engi (Youzen)
- Kaikan Phrase (Kazuto "Towa" Sakuma)
- Kaleido Star : Yuri Killian
- Kamikaze Kaito Jeanne (Chiaki Nagoya/Kaitou Sinbad)
- Kirarin Revolution (Chairman Muranishi)
- Konjiki no Gash Bell!! (Rodeaux)
- Rockman EXE (Arashi, Airman, Metalman)
- Maiden Rose (Taki Reizen)
- MÄR (Rolan)
- Mobile Suit Gundam SEED Destiny (Amagi)
- Naruto (Kidomaru)
- Papa to Kiss in the Dark (Kazuki Hino)
- Pokémon (Wataru/Lance)
- Saiunkoku monogatari  (Sho Sai)
- Saint Seiya (Balron René)
- Seikon no Qwaser (Yuri Noda)
- SD Gundam Force (Bakunetsumaru)
- Soul Hunter (Youzen)
- Strange Dawn (Dal)
- Sukisho (Matsuri Honjou)
- The Law of Ueki (Kilnorton)
- Transformers: Galaxy Force (Noisemaze, Tim)
- Transformers: Micron Legend (Jetfire, Rampage/Wheeljack)
- Ultra Maniac (Hiroki Tsujai)
- Maledetti scarafaggi (Oggy)
- Vampire Knight (Takuma Ichijo)
- Yoake Mae yori Ruri Iro na (Tatsuya Asagiri)
- Zoids: New Century Zero (Leon Toros, Sebastian)
- Valkyria Chronicles (Welkin Gūnther)

### Videogiochi
- Artificial Mermaid - Silver Chaos 2 (Yuuri Mimori) (Seiyuuname: Progress)
- Baten Kaitos: Le Ali Eterne e L'oceano Perduto (Ladekahn)
- Cafe Lindbergh (Takamizawa Tsukasa)
- Dark Chronicle (Osmond, Crest)
- Estpolis: The Lands Cursed by the Gods (Artea)
- Forever Kingdom (Darius)
- Growlanser e Growlanser II: The Sense of Justice (Carmaine Fallsmeyer)
- Hanamachi Monogatari (Sakuya) (Seiyuuname: Progress)
- Lufia: Curse of the Sinistrals (Artea)
- Never7 -the end of infinity- (Okuhiko Iida)
- Odin Sphere (Oswald)
- Pandora's Tower (Aeron)
- Robot Alchemic Drive (Ryo Tsukioka)
- Silver Chaos 1 (Adonis) (Seiyuuname: Progress)
- Sukisho (Matsuri Honjou)
- Summon Night EX: Thesis Yoake no Tsubasa (Leonus)
- Tales of Legendia (Will Raynard)
- The King of Fighters: All Star (Kondo Isao)
- Tokimeki Memorial Girls Side: 3rd Story (Tamao Konno)
- Valkyria Chronicles (Welkin)
- Valkyrie Profile (Elder Vampire)
- Valkyrie of the Battlefield: Gallian Chronicles (Welkin Gūnther)

### Drama CD
- Shin Megami Tensei III: Nocturne (Mezzo-diavolo)
- Tight Rope (Satoya Naoki)
- Ze (Asari)
- Junjou Romantica Series Junjou Egoist and Junjou Minimum Short dramas (Tsumori)
- Yogoto Mitsu wa Shitarite 2
- Ai wa Barairo no Kiss
- Brothers Vol.1
- Kimi ga Koi ni Ochiru (Mochizuki Haru)
- Chouhatsu Trap Trap Series no 2 (Shinohara Touya)
- From Yesterday
- Anata To Koi Ni Ochitai - I want to fall in love with you
- Big Gun wo Motsu Otoko (Takayanagi Masaki)